# Zalesie (powiat włocławski)
Zalesie – wieś w Polsce, położona w województwie kujawsko-pomorskim, w powiecie włocławskim, w gminie Chodecz.
| SIMC    | Nazwa          | Rodzaj    |
| ------- | -------------- | --------- |
| 0861245 | Kretki         | część wsi |
| 0861251 | Pieleszki      | część wsi |
| 1033800 | Polesie        | część wsi |
| 0861268 | Sławęckie Góry | część wsi |
| 1033875 | Teresin        | część wsi |

W latach 1975–1998 miejscowość należała administracyjnie do województwa włocławskiego. Według Narodowego Spisu Powszechnego (III 2011 r.) liczyła 228 mieszkańców. Jest piątą co do wielkości miejscowością gminy Chodecz.